# 도요나미촌
도요나미촌(豊並村)은 오카야마현 가쓰타군에 있던 촌이다. 현재의 나기정에 해당한다.